# 宇宙開発委員会
宇宙開発委員会（うちゅうかいはついいんかい）は、日本における宇宙開発に関する重要事項について企画、審議、決定を行うために設置された審議会である。
1968年（昭和43年）に宇宙開発委員会設置法に基づいて総理府内に設置された。科学技術庁長官を委員長とし、4人の委員で構成された。設立時の委員は、大野勝三（国際電信電話取締役社長）、山懸昌夫（日本海事協会会長）、関義長（三菱電機株式会社会長）、吉識雅夫（日本学術振興会理事長）である。
2001年（平成13年）1月の中央省庁再編に伴い、文部科学省の審議会となった。2012年（平成24年）に廃止され、その活動は文部科学省の宇宙開発利用部会に引き継がれた。